# Joseph Bright Skemp
Joseph Bright Skemp (* 10. Mai 1910; † 10. Oktober 1992) war ein britischer Klassischer Philologe (Gräzist) und Philosophiehistoriker.
Nach dem Besuch der Wolverhampton Grammar School studierte Skemp classics am Gonville and Caius College der Universität Cambridge. Anschließend absolvierte er ein Promotionsstudium an der Universität Edinburgh. Von 1936 bis 1947 war er Drosier Fellow am Gonville and Caius College, von 1944 bis 1946 zugleich Secretary of the Society for the Protection of Science and Learning. Von 1946 bis 1949 war er Lecturer im Griechischen und Lateinischen an der Manchester University, 1949 bis 1950 Reader in griechischer Philologie an der Durham University, 1950 bis zur Emeritierung 1973 Professor ebendort. Skemp war ein engagierter Baptist, der mit seiner Frau Ruby James († 1987) in Durham eine Gemeinde ins Leben rief.
Skemp lehrte und forschte hauptsächlich zum griechischen Philosophen Platon. Seine Ausgabe des Staatsmanns (Politikos) wurde hochgeschätzt und erlebte mehrere Auflagen. Er war 1955 mit Donald James Allan Begründer der Zeitschrift Phronesis und bis 1964 ihr Mitherausgeber.

## Schriften (Auswahl)
- The Theory of Motion in Plato’s Later Dialogues. Ph.D. thesis, Cambridge UP, Cambridge 1942, second edition 1967.
- Plato’s Statesman. A Translation of the Politikos of Plato with Introductory Essays and Footnotes. Routledge, London 1952, revised edition, 1987; edited with an Introduction by Martin Ostwald, Indianapolis 1992; second edition 2002, Bristol Classical Press, Bristol.
- The Greeks and the Gospel. Carey Kingsgate Press, London 1964.
- The Metaphysics of Theophrastus in relation to the doctrine of κίνησις in Plato’s later dialogues. In: Ingemar Düring (Hrsg.): Naturphilosophie bei Aristoteles und Theophrast. Verhandlungen des 4. Symposium Aristotelicum veranstaltet in Göteborg. August 1966. Heidelberg 1969, 217–223.
- Plato. Oxford 1976 (Greece and Rome, New Surveys in the Classics, no. 10).